# У Пейфу
У Пейфу (кит. 吴佩孚; 22 квітня 1878 — 4 грудня 1939) — військовий правитель (дуцзюн) центрального Китаю, чиє правління припинив Північний похід. Глава так званої чжилійської кліки північних мілітаристів. У зовнішній політиці орієнтувався на Велику Британію.

## Біографія
Народився у бідній селянській сім'ї, здобув початкову освіту у приватній школі, у 23 роки склав іспит на ступінь сюцаю, але пішов до армії, де дослужився до командира бригади. У 1920 році чжилійська кліка Цао Куня і У Пейфу за підтримки США та Англії почала військові дії проти аньхойського угрупування, яке скомпрометувало себе антинаціональною політикою уряду Дуань Ціжуя. На боці чжилійців, що перемагали, виступив глава фентяньської кліки Чжан Цзолінь. Аньфуїсти зазнали поразки; влада в Пекіні перейшла до блоку чжилійців та фентянців.
У Пейфу неодноразово заявляв, що ні «дуцзюнем» і навіть у свій час підтримував комуністів, дозволивши їм організувати «клуби залізничників» і «школи для рабочих». У квітні 1922 року спалахнула мілітаристська війна між чжилійською та фентянською кліками. У війні армія під командуванням У Пейфу за підтримки комуністів розбила війська фентянської кліки. Армія Чжан Цзоліня зазнала поразки, і пост президента Китаю в 1923 році зайняв ставленик чжилійців Цао Кунь. Вплив США та Англії в Китаї збільшився. Перемога призвела до посилення ролі комуністів, оскільки У Пейфу оголосив «захист праці» одним із пріоритетів політики, призначив шістьох членів партії «секретними інспекторами» на залізниці, не заважав створювати «робочі клуби»[4]. Однак союз тривав недовго — вже в лютому 1923 року Пейф придушив силою страйк, організований комуністами на залізниці, а потім наказав заарештувати та стратити члена КПК Ши Яна. Восени 1924 року загострилися відносини між У Пейфу та Чжан Цзолінем — воєначальником, протеже Японії, який контролював Маньчжурію. Поразка Пейфу було прискорено зрадою Фен Юсяна, який контролював великі території Північно-Західного Китаю. У лютому 1926 року Чжан Цзолінь та У Пейфу змогли тимчасово домовитися про боротьбу з «національною армією» Фен Юсяна. Військовий і дипломатичний тиск іноземних держав змусив Фен Юйсяна на початку 1926 піти у відставку і виїхати до Москви. Частини 1-ї «національної армії» були змушені залишити район Пекіна та Тяньцзіня, відступивши до провінції Чахар. Трагічно склалася і доля 2-ї «національної армії» у провінції Хенань. У січні 1926 року проти 2-ї "національної армії" спалахнуло повстання місцевих селян, організоване таємним традиційним товариством "Червоні піки". Цим виступом скористався У Пейфу і довершив розгром 2-ї «національної армії».
У липні 1926 року Гоміньдан оголосив початок Північного походу. Головні сили НРА у липні-серпні завершили захоплення Хунані та повели наступ на найважливіший політичний та економічний центр середньої течії Янцзи місто Ухань. У жовтні було взято Ухань. Війська У Пейфу зазнали поразки.
Після початку другої китайсько-японської війни У Пейфу відмовився співпрацювати з японцями. Він повернувся у відставку і невдовзі помер за дивних, як дехто вважає, обставин: помер від сепсису після видалення зуба. Ходили чутки, що він отруєний японцями.